# 1972年の大洋ホエールズ
1972年の大洋ホエールズでは、1972年の大洋ホエールズの動向をまとめる。
この年の大洋ホエールズは、別当薫監督の5年目のシーズンである。

## 概要
アメリカからクリート・ボイヤーとジョン・シピンの新外国人コンビが入団、ロッテから江藤慎一をトレードし打線を強化したものの、チーム防御率一位の前年から一転し、先発投手陣が脆弱化したことから、チーム成績は低迷する。そんな中、阪神（村山実監督兼投手→金田正泰代行）、広島（根本陸夫監督→森永勝也代行）と監督途中交代が連続、大洋でも8月31日より別当監督が「優勝が絶望的になった」として休養し、青田昇ヘッドコーチが監督代行となるが、青田代行はいきなり7連敗し、9月23日まで1勝14敗2分と低迷した。翌24日からは宮崎剛二軍監督が「代行監督の代行」となり、結局5位で終わった。シーズン終了後、別当監督は戻らずにそのまま広島の新監督へ就任、大洋の新監督には青田ヘッドコーチが昇格した。
チームは優勝の巨人に13勝13敗、3位中日に14勝11敗1分と勝ち越すも、それ以外への取りこぼしも目立った。野村収が移籍した先発投手陣は平松政次の球威が低下し、坂井勝二、山下律夫の活躍こそあったものの、前年活躍した小谷正勝と鬼頭洋も成績を落としたことから、チーム防御率3.66はリーグ5位で27完投はリーグ最下位。一方で、ボイヤー・シピン・江藤など新加入のスラッガーが主軸となったことで、打撃陣は優勝の巨人に次ぐ2位の135本塁打を放ったが、44盗塁はリーグ最下位でちぐはぐさが目立った。

## チーム成績

### レギュラーシーズン
| 1 | 右 | 江尻亮   |
| 2 | 中 | 中塚政幸 |
| 3 | 一 | 松原誠   |
| 4 | 左 | 江藤慎一 |
| 5 | 二 | シピン   |
| 6 | 捕 | 伊藤勲   |
| 7 | 三 | ボイヤー |
| 8 | 遊 | 松岡功祐 |
| 9 | 投 | 山下律夫 |

| 順位 | 4月終了時 | 4月終了時 | 5月終了時 | 5月終了時 | 6月終了時 | 6月終了時 | 7月終了時 | 7月終了時 | 8月終了時 | 8月終了時 | 最終成績 | 最終成績 |
| ---- | --------- | --------- | --------- | --------- | --------- | --------- | --------- | --------- | --------- | --------- | -------- | -------- |
| 1位  | 中日      | --        | 巨人      | --        | 巨人      | --        | 巨人      | --        | 巨人      | --        | 巨人     | --       |
| 2位  | 大洋      | 1.0       | 阪神      | --        | 大洋      | 2.5       | 阪神      | --        | 阪神      | 4.0       | 阪神     | 3.5      |
| 3位  | 巨人      | 2.0       | 大洋      | 1.5       | 阪神      | 3.0       | 大洋      | 4.0       | 大洋      | 8.5       | 中日     | 7.0      |
| 4位  | 広島      | 3.0       | 中日      | 5.0       | 中日      | 4.0       | 中日      | 5.0       | 中日      | 9.0       | ヤクルト | 14.5     |
| 5位  | 阪神      | 4.0       | 広島      | 7.5       | ヤクルト  | 13.0      | ヤクルト  | 8.5       | ヤクルト  | 12.0      | 大洋     | 17.0     |
| 6位  | ヤクルト  | 5.0       | ヤクルト  | 10.0      | 広島      | 13.5      | 広島      | 12.5      | 広島      | 20.5      | 広島     | 24.0     |

| 順位 | 球団             | 勝 | 敗 | 分 | 勝率 | 差   |
| 1位  | 読売ジャイアンツ | 74 | 52 | 4  | .587 | 優勝 |
| 2位  | 阪神タイガース   | 71 | 56 | 3  | .559 | 3.5  |
| 3位  | 中日ドラゴンズ   | 67 | 59 | 4  | .532 | 7.0  |
| 4位  | ヤクルトアトムズ | 60 | 67 | 3  | .472 | 14.5 |
| 5位  | 大洋ホエールズ   | 57 | 69 | 4  | .452 | 17.0 |
| 6位  | 広島東洋カープ   | 49 | 75 | 6  | .395 | 24.0 |

## オールスターゲーム
| コーチ     | 青田昇   |          |        |        |
| ファン投票 | 選出なし |          |        |        |
| 監督推薦   | 坂井勝二 | 平松政次 | 伊藤勲 | シピン |
| 補充選手   | 松原誠   |          |        |        |

## できごと
- 8月31日
  - 別当薫監督が休養し監督代行を青田昇ヘッドコーチが務めると発表[2]。
  - 松原誠が後楽園球場での対巨人22回戦の1回表に20号本塁打を放ち、プロ通算150本塁打を達成[3]。
- 9月24日 - 監督代行の青田昇が胆石で入院。二軍監督の宮崎剛が代行に。
- 11月14日 - 監督に、この年監督代行を務めた青田昇が正式就任。
- 11月22日 - 横浜市に対し、本拠地を移転することを申し入れる。

## 表彰選手
| リーグ・リーダー |
| ---------------- |
| 受賞者なし       |

| ベストナイン                 | ベストナイン | ベストナイン |
| 選手名                       | ポジション   | 回数         |
| ---------------------------- | ------------ | ------------ |
| シピン                       | 二塁手       | 初受賞       |
| ダイヤモンドグラブ賞（新設） |              |              |
| 選手名                       | ポジション   | ポジション   |
| シピン                       | 二塁手       | 二塁手       |